# 马鹿镇 (天水市)
马鹿镇，是中华人民共和国甘肃省天水市张家川回族自治县下辖的一个乡镇级行政单位。
2015年，甘肃省民政厅批复同意撤销马鹿乡，设立马鹿镇。

## 行政区划
马鹿镇下辖以下地区：
康王村、草川村、长宁村、韩河村、寺湾村、堡梁村、大滩村、龙口村、牌楼村、陡崖村、白杨村、林峰村、宝坪村、石庄科村、花园村和金川村。